# Bahnstrecke Skara–Timmersdala
| Streckenverlauf |                                             |                                                                  |                                                                  |
| Streckennummer: | STJ                                         |                                                                  |                                                                  |
| Streckenlänge: | 25,765 km                                   |                                                                  |                                                                  |
| Spurweite: | 891 mm (schwed. 3-Fuß-Spur)                 |                                                                  |                                                                  |
| Maximale Neigung: | 16 ‰                                        |                                                                  |                                                                  |
| Minimaler Radius: | 300 m                                       |                                                                  |                                                                  |
| Streckengeschwindigkeit: | 35 km/h, später 40 km/h Triebwagen: 50 km/h |                                                                  |                                                                  |
| |                                             |                                                                  |                                                                  |
| \| \| 26,0 \| Timmersdala \| 74 m ö.h. \| \| \| 22,3 \| Melldala \| Melldala \| \| \| 21,7 \| Dämman \| Dämman \| \| \| 19,6 \| Lerdala \| 89 m.ö.h. \| \| \| 15,3 \| Remningstorp \| Remningstorp \| \| \| 12,4 \| Istrum \| 132 m.ö.h. \| \| \| 10,2 \| Ölanda \| Ölanda \| \| \| 8,4 \| Vargmossen \| Vargmossen \| \| \| 7,3 \| Brånecke \| Brånecke \| \| \| 3,7 \| Brunsboäng (ab 1913) \| Brunsboäng (ab 1913) \| \| \| \| Bahnstrecke Skara–Hönsäters hamn (SKWJ) von Hönsäters hamn \| \| \| \| \| Bahnstrecke Lidköping–Stenstorp (LSSJ) von Stenstorp (bis 1912) \| \| \| \| \| Bahnstrecke Lidköping–Stenstorp (LSSJ) von Lidköping (ab 1912) \| \| \| \| \| nach Timmersdala (ab 1912) \| \| \| \| \| Bahnstrecke Göteborg–Skara von Göteborg (bis 1912) \| \| \| \| 0 \| Skara 1874 \| 113 m ö.h. \| \| \| \| nach Timmersdala (bis 1912) \| \| \| \| \| Bahnstrecke Lidköping–Stenstorp (LSSJ) nach Stenstorp (ab 1912) \| \| \| \| \| Bahnstrecke Lidköping–Stenstorp (LSSJ) nach Lidköping (bis 1912) \| \| \| \| \| Bahnstrecke Göteborg–Skara (VGJ) nach Göteborg (ab 1912) \| \| \| \| \| \| \| \| Quellen: [1][2] \| \| \| \| |                                             |                                                                  |                                                                  |
| Kopfbahnhof Streckenanfang (Strecke außer Betrieb) | 26,0                                        | Timmersdala                                                      | 74 m ö.h.                                                        |
| Haltepunkt / Haltestelle (Strecke außer Betrieb) | 22,3                                        | Melldala                                                         | Melldala                                                         |
| Blockstelle (Strecke außer Betrieb) | 21,7                                        | Dämman                                                           | Dämman                                                           |
| Bahnhof (Strecke außer Betrieb) | 19,6                                        | Lerdala                                                          | 89 m.ö.h.                                                        |
| Haltepunkt / Haltestelle (Strecke außer Betrieb) | 15,3                                        | Remningstorp                                                     | Remningstorp                                                     |
| Bahnhof (Strecke außer Betrieb) | 12,4                                        | Istrum                                                           | 132 m.ö.h.                                                       |
| Bahnhof (Strecke außer Betrieb) | 10,2                                        | Ölanda                                                           | Ölanda                                                           |
| Blockstelle (Strecke außer Betrieb) | 8,4                                         | Vargmossen                                                       | Vargmossen                                                       |
| Haltepunkt / Haltestelle (Strecke außer Betrieb) | 7,3                                         | Brånecke                                                         | Brånecke                                                         |
| Haltepunkt / Haltestelle (Strecke außer Betrieb) | 3,7                                         | Brunsboäng (ab 1913)                                             | Brunsboäng (ab 1913)                                             |
| Abzweig ehemals geradeaus und von rechts |                                             | Bahnstrecke Skara–Hönsäters hamn (SKWJ) von Hönsäters hamn       | Bahnstrecke Skara–Hönsäters hamn (SKWJ) von Hönsäters hamn       |
| Abzweig geradeaus und ehemals von links |                                             | Bahnstrecke Lidköping–Stenstorp (LSSJ) von Stenstorp (bis 1912)  | Bahnstrecke Lidköping–Stenstorp (LSSJ) von Stenstorp (bis 1912)  |
| Abzweig geradeaus und ehemals von rechts |                                             | Bahnstrecke Lidköping–Stenstorp (LSSJ) von Lidköping (ab 1912)   | Bahnstrecke Lidköping–Stenstorp (LSSJ) von Lidköping (ab 1912)   |
| Abzweig geradeaus und ehemals nach links · Strecke von rechts (außer Betrieb) |                                             | nach Timmersdala (ab 1912)                                       | nach Timmersdala (ab 1912)                                       |
| Abzweig geradeaus und ehemals von rechts · Strecke (außer Betrieb) |                                             | Bahnstrecke Göteborg–Skara von Göteborg (bis 1912)               | Bahnstrecke Göteborg–Skara von Göteborg (bis 1912)               |
| Kopfbahnhof Strecke ab hier außer Betrieb · Strecke (außer Betrieb) | 0                                           | Skara 1874                                                       | 113 m ö.h.                                                       |
| Abzweig geradeaus und nach links (Strecke außer Betrieb) · Strecke nach rechts (außer Betrieb) |                                             | nach Timmersdala (bis 1912)                                      | nach Timmersdala (bis 1912)                                      |
| Abzweig geradeaus und nach links (Strecke außer Betrieb) |                                             | Bahnstrecke Lidköping–Stenstorp (LSSJ) nach Stenstorp (ab 1912)  | Bahnstrecke Lidköping–Stenstorp (LSSJ) nach Stenstorp (ab 1912)  |
| Abzweig geradeaus und nach rechts (Strecke außer Betrieb) |                                             | Bahnstrecke Lidköping–Stenstorp (LSSJ) nach Lidköping (bis 1912) | Bahnstrecke Lidköping–Stenstorp (LSSJ) nach Lidköping (bis 1912) |
| Strecke (außer Betrieb) |                                             | Bahnstrecke Göteborg–Skara (VGJ) nach Göteborg (ab 1912)         | Bahnstrecke Göteborg–Skara (VGJ) nach Göteborg (ab 1912)         |
| |                                             |                                                                  |                                                                  |
| Quellen: |                                             |                                                                  |                                                                  |

Die Bahnstrecke Skara–Timmersdala war eine rund 26 Kilometer lange schmalspurige Bahnstrecke in Skaraborgs län in Schweden. Sie wurde von der am 12. Februar 1907 gegründeten Skara–Timmersdala Järnvägsaktiebolag erbaut.

## Vorgeschichte
Bereits 1855 gab es in der Region die ersten Gedanken zur Errichtung einer Bahnstrecke, die der natürlichen Linie von Skara an der Nordspitze des Billingen vorbei nach Töreboda folgte. 1899 plante ein vorläufiges Gremium aus verschiedenen Interessenten, einer Bahnstrecke von Skara über Timmersdala nach Mariestad zu errichten. Die Streckenführung wurde festgelegt und kartiert. Die Kosten wurden mit 1.200.000 schwedischen Kronen geschätzt.

## Planungen der Strecke Skara–Mariestad
1902 begannen die Verhandlungen zwischen dem vorläufigen Gremium und der Västergötland–Göteborgs järnvägsaktiebolag (VGJ). Diese Verhandlungen führten zu einer außerordentlichen Hauptversammlung der VGJ am 30. Januar 1904, bei der auf Vorschlag des Vorstandes beschlossen wurde, "den Bau einer Nebenstrecke zur Bahnstrecke des eigenen Eisenbahnunternehmens von Skara über Timmersdala nach Mariestad zu übernehmen".
Die Hauptversammlung der VGJ vom 28. Mai 1904 bestätigte die Entscheidung der außerordentlichen Hauptversammlung. Ein Grund, dass VGJ die Strecke bauen wollte, war der alte Plan, das "Eisenbahnsystem Västergötlands zu erweitern und mit den Strecken im östlichen Värmland und Nerikes bergslagar zu verbinden, wenn auch die Verkehrsentwicklung in diesem Raum weniger bedeutsam ist".
Aktuelle Kostenschätzungen sowie Plan- und Profilzeichnungen wurden von John Nyström erarbeitet. Die Konzession für die Strecke wurde 1905 beantragt und erteilt. Im Laufe des Jahres kam es zu Unstimmigkeiten zwischen dem Vorstand der VGJ und dem vorläufigen Gremium. In einem Schreiben gab der VGJ-Verwaltungsrat bekannt, dass einige der Bedingungen für die Übernahme des Bahnbaus nicht erfüllt seien. Dies hatte zur Folge, dass sich VGJ aus dem Projekt zurückzog.
Für VGJ nahm die Geschichte einen anderen Lauf: man einigte sich noch 1905 mit Mariestad–Kinnekulle Järnväg auf eine Übernahme. Da man 1903 bereits Skara–Kinnekulle–Vänerns Järnväg erworben hatte, erreichten VGJ-Züge Mariestad, ohne die neue Eisenbahn durch Timmersdala zu bauen. Da die geplante Strecke nicht gebaut wurde, verfiel die Konzession am 1. Januar 1906.

## Skara–Timmersdala Järnvägsaktiebolag
Trotz des Rückzuges von VGJ gab das vorläufige Gremium die Strecke Skara–Timmersdala–Mariestad nicht auf. Jetzt lag der Fokus auf den Bau einer Eisenbahn zwischen Skara und Timmersdala. Entsprechende Planungen wurden am 3. Februar 1906 unterzeichnet und die Konzession für eine 891 mm-Schmalspurbahn wurde beantragt. Die Plan- und Profilzeichnungen waren im Grunde die gleichen wie zuvor von John Nyström gezeichnet. Der Kostenvoranschlag wurde mit 600.000 Kronen berechnet und nach einer Überprüfung von Väg- och vattenbyggnadsstyrelsen (Weg- und Wasserbaubehörde) auf 705.000 Kronen angehoben. Nach diesem Vorschlag sollte die Eisenbahnen keine eigenen Fahrzeuge besitzen. Die Konzession wurde am 29. November 1906 erteilt.
Bei einem Treffen in Skara am 12. Februar 1907 wurde die Skara–Timmersdala Järnvägsaktiebolag (STJ) mit Sitz in Skara gebildet. Der erste Vorstand bestand aus dem Vorsitzenden Bankdirektor Tor Bergqvist, Kronlehensmann V. Horneij, Eisenhändler Ax. Andersson in Skara, dem technischen Direktor Sixten Groth, Mariestad und Gutsbesitzer C. J. W. Hultström, Stohlan. Staatliche Darlehen wurden beantragt und in Höhe von 352.000 Kronen genehmigt. Aktien wurden für einen Betrag von 353.840 Kronen gezeichnet. VGJ übernahm Aktien für 10.000 Kronen.

## Streckenbau Skara–Timmersdala
Für den Bau der Eisenbahn wurden der Verkehrsdirektor der Lidköping–Skara–Stenstorps Järnväg (LSSJ), Manfred Moberg in Skara, und der Händler Edward Larsson in Lerdala Auftragnehmer. Der Bau begann Ende 1907 und konnte trotz erheblicher Erdarbeiten ohne Mühe umgesetzt werden. Am 24. Oktober 1909 wurde die Strecke von Skara nach Timmersdala für die öffentliche Nutzung freigegeben. Mit LSSJ wurde eine Vereinbarung getroffen, dass diese mit ihren Fahrzeugen und Zugpersonal die Strecke betreiben werde.
Die Kosten für den Streckenbau beliefen sich nach der Schlussrechnung 1915 auf 771.107 Kronen. Es wurden Stahlschienen verwendet, die ein Metergewicht von 22,2 kg hatten. Die ursprüngliche Höchstgeschwindigkeit von 35 km/h wurde später auf 40 km/h erhöht, für Triebwagen wurde sie später auf 50 km/h festgelegt. Die Zahl der Beschäftigten lag bei 14 Personen. In Timmersdala waren ein Rundlokschuppen mit zwei Ständen, ein Wasserturm und eine 10-Meter-Drehscheibe erbaut worden.

## Erweiterungspläne
Tor Bergqvist, der Vorsitzende der STJ, hatte schon sehr früh große Erweiterungspläne. Er wollte die Schmalspurbahnen von West- und Östergötland verknüpfen, von Mariestad über Torved und Gårdsjö nach Askersund und von Skara über Timmersdala und Moholm nach Askersund, wo Norra Östergötlands järnvägar auf eine Strecke Borggård–Askersund treffen sollte. Damit sollte die örtliche Industrie an die Bahn angebunden werden. Das Sägewerk in Laxå hätte seine Holzprodukte zum Laxå oder in Richtung Vättern abtransportieren können und die Mühlen Aspa, Olshammar und Igelbäcken wären in dem sehr dünn besiedelten Gebieten mit öffentlichen Verkehrsmitteln erschlossen gewesen.
Daraus und aus einer beabsichtigten großen Industrieanlage könnte die Bahn mit einem jährlichen Frachtvolumen von mindestens 30.000 Tonnen rechnen. Darüber hinaus würde die Eisenbahn durch die große Ortschaft Undenäs und am Sägewerk Sätra vorbeiführen, wo viel Verkehr zu erwarten ist. Die großen Kalkbrüche in Timmersdala würden Kalktransporte über Moholm nach Värmland und zum Göta-Kanal bei Vassbacken bringen sowie einen großen Teil von Vadsbo sowie die südwestliche Ecke des Lerdala und Timmersdala nach Undenäs am Ufer des Vättern erschließen.
Der STJ-Verwaltungsrat sah die Strecke als den ersten Teil eines künftigen größeren Netzwerks. Deshalb wurden die Bauten an der Strecke wie der Bahnhof in Timmersdala entsprechend großzügig errichtet.

## Umbau Skara
Um das Wenden der LSSJ-Züge nach Lidköping in Skara zu vermeiden, wurde der Bahnhof 1912 so umgestaltet, dass die Züge in Skara den Bahnhof in östlicher Richtung wie die Strecke Skara–Timmersdala verließen. Die neue Strecke führte über eine Schleife und traf nach einigen Kilometern wieder auf den alten Weg nach Gössäter.

## Verkauf an SJ und VGJ
Von Anfang an waren die Finanzen des Unternehmens sehr schwach, die Ausgaben waren die ganze Zeit höher als die Einnahmen. Diese reichten nicht aus, um die Betriebskosten zu decken. LSSJ, die die Züge fuhr, wurde letztlich nicht für ihre Dienste bezahlt. Deshalb kündigte sie 1915 die Vereinbarung hinsichtlich der Verkehrsbedienung mit STJ. Im gleichen Jahr erwarb VGJ einen großen Teil der Aktien zu sehr günstigen Konditionen. Die bisherigen Eigentümer der Aktien verschenkten diese fast. 1916 hatte VGJ alle Aktien der STJ erworben und war im STJ-Vorstand vertreten. Trotz dieser Tatsache wurde STJ als eigenständiges Unternehmen weitergeführt. Durch die schlechte Wirtschaftslage beantragte die Gesellschaft 1920 die Liquidation.
Bei der Versteigerung, die am 2. November 1920 im Skara stattfand, erwarb der schwedische Staat die Gesellschaft, da er zu diesem Zeitpunkt über das Riksgäldskontoret der größte Gläubiger war. Die Eisenbahn wurde nun durch Statens Järnvägar betrieben. Es wurde eine Vereinfachte Bedienung eingeführt, was bedeutete, dass die Signale entfernt, die Telegrafieempfänger ausgeschaltet und die Weichen auf der Strecke gesperrt wurden. Mit Ausnahme der Kalktransporte wurde der gesamte Verkehr auf der Strecke aufgegeben. Für diese Aufgabe mietet SJ Lokomotiven und Wagen.
Für SJ war der Betrieb auf Dauer unhaltbar, weil die Strecke vom übrigen Netz der SJ getrennt war. Darüber hinaus hatten SJ zu diesem Zeitpunkt keine Schmalspurfahrzeuge für 891 mm Spurweite. Die Lösung war der Verkauf der Eisenbahn an VGJ. Für 125.000 Kronen wurde VGJ vom 30. Juni 1925 an Besitzer der STJ. Diese blieb weiterhin als private Eisenbahngesellschaft bestehen und wurde von VGJ verwaltet. Die Verkehrsbedienung wurde durch VGJ durchgeführt.

## Weitere Kostenminderung durch VGJ
Um die Betriebskosten weiter zu senken, wurde ab dem 1. September 1932 kein Personenverkehr auf der gesamten Strecke mehr durchgeführt. Güterverkehr fand nur bei Bedarf statt. Am 15. September 1940 endete der Bedarfsgüterverkehr zwischen Dämman und Timmersdala. Die Strecke wurde im selben Jahr abgebaut. Auf dem verbliebenen Streckenabschnitt Skara–Dämman fand weiterhin Güterverkehr nur bei Bedarf statt. Meist waren dies Kalk-Transporte nach Dämman.

## Verstaatlichung
Im Rahmen der allgemeinen Eisenbahnverstaatlichung in Schweden bot der schwedische Staat am 4. November 1946 VGJ die Verstaatlichung ihrer Strecken an. Die VGJ-Hauptversammlung am 16. Februar 1948 stimmte diesem Angebot zu.
Siehe hierzu auch: Verstaatlichung der Västergötland–Göteborgs järnvägsaktiebolag

## Stilllegung
Auf Grund der schlechten Wirtschaftslage war es der SJ nicht möglich, Gewinne zu erwirtschaften. Im Laufe der Jahre wurde ein Großteil der ehemaligen VGJ-Strecken stillgelegt und abgebaut.
Siehe hierzu auch: Stilllegungen der ehemaligen VGJ-Strecken
Am 1. März 1952 wurde der Verkehr auf der Strecke Skara–Dämman eingestellt. Lediglich 500 Meter der Strecke werden heute noch von der Museumsbahn Skara–Lundsbrunn verwendet. Wann der Abbau der restlichen Strecke erfolgte, ist nicht bekannt.